# جر (دشتياري)
جر (بالفارسية: جر) هي قرية تقع في سيستان وبلوتشستان في إيران. يقدر عدد سكانها بـ 390 نسمة بحسب إحصاء 2016.